# Glochidion marianum
Glochidion marianum är en emblikaväxtart som beskrevs av Johannes Müller Argoviensis. Glochidion marianum ingår i släktet Glochidion och familjen emblikaväxter. Inga underarter finns listade i Catalogue of Life.